# Agathis macrophylla
Espèce
Classification phylogénétique
Statut de conservation UICN

 EN B2ab(i,ii,iii,iv,v) : En danger
Agathis macrophylla, aussi appelé kauri du Pacifique, est un arbre conifère originaire des îles du Sud de l'océan Pacifique des régions de basse altitude et de petite montagne, notamment dans les Fidji, Vanuatu, les îles Santa Cruz, et les îles Salomon. Le kauri du Pacifique est une des espèces de son genre qui pousse le plus rapidement et son utilisation en sylviculture est importante dans les régions tropicales humides.
Il a été exploité par la Kauri Timber Company sur Vanikoro de 1923 à 1964.

## Synonymes
- Agathis vitiensis (Seem.) Benth. & Hook.f. ex Drake
- Dammara macrophylla Lindl.